# Khosr
Le Khosr (arabe : نهر الخوصر, Nahr al-Khosr, Khoser ou Koussour) est une rivière d'Irak, affluent du Tigre, né au Kurdistan irakien de la confluence avec deux rivières, au sud du village de Xemek, et se jetant dans le Tigre au niveau du premier pont de Mossoul (ou « vieux pont », ou « pont de fer »), à proximité du site antique de Ninive qu'elle borde sur son côté sud, après avoir parcouru les quartiers est de la ville.